# آناوراهتا
آناوراهتا مينساو ( 1014م-1078م) مؤسس إمبراطورية باغان (الإمبراطورية الوثنية). ويعد أبًا للأمة البورمية، حيث حول آناوراهتا مقاطعة صغيرة في المنطقة الجافة ببورما العليا للإمبراطورية البورمية الأولى والتي وضعت الأساس لإنشاء دولة بورما الحالية (مينامار). وما يمكن التحقق منه تاريخيًا أن التاريخ البورمي بدأ مع اعتلائه عرش باغان عام 1044م.
وقام آناوراهتا بتوحيد وادي إيراوادي بأكمله لأول مرة في التاريخ، كما وضع المناطق المحيطة مثل ولايات شان (Shan States) وأراكان (Arakan) (راخاين الشمالية) تحت سلطان باغان. ونجح أيضًا في إيقاف تقدم إمبراطورية الخمير (Khmer Empire) نحو خط ساحل تيناسيريم (Tenasserim coast) ونحو وادي مينام (Menam) العلوي، وجعل بذلك باغان واحدةً من أكبر مملكتين في البر الرئيس بجنوب شرق آسيا.
ثم قام آناوراهتا شديد الصرامة بتطبيق سلسلة من الإصلاحات الاجتماعية والدينية والاقتصادية الرئيسة والتي سوف يبقى تأثيرها على التاريخ البورمي بأكمله. وتطورت إصلاحاته الاجتماعية والدينية بعد ذلك لتشكل الثقافة البورمية الحالية. وعن طريق بناء سلسلة من السدود، استطاع تحويل المناطق الظمأى المجدبة حول باغان إلى صوامع الأرز الرئيسة في بورما العليا، مما أعطى بورما العليا قاعدة اقتصادية دائمة ساعدت على بسط سيطرته على وادي إيراوادي ومحيطه في القرون التالية. وقد ترك نظام إدارة قوي اتبعه جميع ملوك باغان حتى سقوط الأسرة في 1287م. أسس نجاح سيطرة باغان وطول مدة حكمها في وادي إيراوادي لصعود اللغة والثقافة البورمية، وانتشار عرق البورميين في بورما العليا.
وامتدت تركة آناوراهتا إلى ما وراء الحدود البورمية الحالية بمسافاتٍ كبيرة. وقد منح اعتناقه لمذهب تيرافادا البوذية ونجاحه في إيقاف تقدم إمبراطورية الخمير، والتي كانت دولة هندوسية، المدرسة البوذية هدنة كانت بحاجة شديدة إليها ومأوى آمن للانتشار، بعد تراجعها في أماكن أخرى في الجنوب وجنوب شرق آسيا. وقد ساعد بدء الدعوة لمذهب تيرافادا البوذية في سيلان (Ceylon)، الوطن الأم للمدرسة البوذية. جعل نجاح أسرة باغان من النشاط الأخير لمذهب تيرافادا البوذي أمرًا ممكنًا في مملكة لانا (تايلاند الشمالية)، وسيام (وسط تايلاند)، ولان زانج (Lan Xang) (لاوس)، وإمبراطورية الخمير (كمبوديا) في القرنين الـ13 والـ14.
يعد آناوراهتا واحدًا من أشهر الملوك في التاريخ البورمي. وقصص حياته (أساطيره) هي العنصر الرئيس في الفولكلور البورمي وكثيرًا ما تروى في الأدب الشعبي والمسرح.

## قائمة المصادر
- Aung-Thwin، Michael (1985). Pagan: The Origins of Modern Burma. Honolulu: University of Hawai'i Press. {{استشهاد بكتاب}}: الوسيط غير المعروف |الرقم المعياري= تم تجاهله يقترح استخدام |ردمك= (مساعدة)
- Aung-Thwin، Michael A. (2005). The Mists of Rāmañña: The Legend that was Lower Burma (ط. illustrated). Honolulu: University of Hawai'i Press. مؤرشف من الأصل في 2022-08-09. {{استشهاد بكتاب}}: الوسيط غير المعروف |الرقم المعياري= تم تجاهله يقترح استخدام |ردمك= (مساعدة)
- Eade، J.C. Southeast Asian Ephemeris: Solar and Planetary Positions, A.D. 638–2000. Cornell University Press. {{استشهاد بكتاب}}: الوسيط غير المعروف |الرقم المعياري= تم تجاهله يقترح استخدام |ردمك= (مساعدة)
- Hall، D.G.E. (1960). Burma (ط. 3rd). Hutchinson University Library. {{استشهاد بكتاب}}: الوسيط غير المعروف |الرقم المعياري= تم تجاهله يقترح استخدام |ردمك= (مساعدة)
- Harvey، G. E. (1925). History of Burma: From the Earliest Times to 10 March 1824. London: Frank Cass & Co. Ltd.
- Htin Aung، Maung (1967). A History of Burma. New York and London: Cambridge University Press. مؤرشف من الأصل في 2022-07-16.
- Kala, U (1720). Maha Yazawin Gyi (بالبورمية) (2006, 4th printing ed.). Yangon: Ya-Pyei Publishing. Vol. 1–3.
- Kyaw Thet (1962). History of Burma (بالبورمية). Yangon: Yangon University Press.
- Lieberman، Victor B. (2003). Strange Parallels: Southeast Asia in Global Context, c. 800–1830, volume 1, Integration on the Mainland. Cambridge University Press. {{استشهاد بكتاب}}: الوسيط غير المعروف |الرقم المعياري= تم تجاهله يقترح استخدام |ردمك= (مساعدة)
- Myint-U، Thant (2006). The River of Lost Footsteps—Histories of Burma. Farrar, Straus and Giroux. مؤرشف من الأصل في 2022-08-18. {{استشهاد بكتاب}}: الوسيط غير المعروف |الرقم المعياري= تم تجاهله يقترح استخدام |ردمك= (مساعدة)
- Pe Maung Tin (1923). The Glass Palace Chronicle of the Kings of Burma (ط. 1960). Rangoon University Press. {{استشهاد بكتاب}}: الوسيط غير المعروف |coauthor= تم تجاهله يقترح استخدام |author= (مساعدة)
- Phayre، Lt. Gen. Sir Arthur P. (1883). History of Burma (ط. 1967). London: Susil Gupta.
- Ricklefs، M.C. (2010). A New History of Southeast Asia. Palgrave Macmillan. ص. 544. {{استشهاد بكتاب}}: الوسيط author-name-list parameters تكرر أكثر من مرة (مساعدة) والوسيط غير المعروف |الرقم المعياري= تم تجاهله يقترح استخدام |ردمك= (مساعدة)
- Royal Historical Commission of Burma (1832). Hmannan Yazawin (بالبورمية) (2003 ed.). Yangon: Ministry of Information, Myanmar. Vol. 1–3.
- Sandamala Linkara, Ashin (1931). Rakhine Yazawinthit Kyan (بالبورمية) (1997 ed.). Yangon: Tetlan Sarpay. Vol. 1–2.
- South، Ashley (2003). Mon nationalism and civil war in Burma: the golden sheldrake. Routledge. {{استشهاد بكتاب}}: الوسيط غير المعروف |الرقم المعياري= تم تجاهله يقترح استخدام |ردمك= (مساعدة)
- Tarling، Nicholas (1999). The Cambridge History of Southeast Asia: Early Times to c. 1500. {{استشهاد بكتاب}}: الوسيط غير المعروف |الرقم المعياري= تم تجاهله يقترح استخدام |ردمك= (مساعدة)